# 16 Korpus Strzelecki (ZSRR)
16 Korpus Strzelecki (ros. 16-й стрелковый корпус)  – wyższy związek taktyczny Armii Czerwonej.
W 1939 roku wchodził w skład 11 Armii i wraz z wojskami III Rzeszy i Słowacji od 17 września brał udział w ataku na Polskę. 
W 1941 roku, w czasie niemieckiego ataku na Związek Radziecki korpusem należącym do 8 Armii dowodził gen. mjr Michaił Iwanow. 
Prowadząc działania bojowe przeciw armii niemieckiej, w 1944 roku oddziały 16 KS dotarły na ziemie polskie. W czasie operacji wiślańsko-odrzańskiej  prowadzonej od 12 stycznia 1945 roku przez Armię Czerwoną 16 KS uczestniczył w działaniach bojowych w ramach 33 Armii. Za odwagę i bohaterstwo wykazane przez żołnierzy 16 KS w czasie walk o Kalisz korpusowi nadano nazwę honorową Kaliski.

## Dowództwo korpusu
Dowódcy:
- kombrig Aleksandr Korobkow[5]
- gen. mjr Michaił Iwanow[2]
- gen. mjr Benjamin Gajdukow (04.12.1942 – 19.12.1942)
- płk Nikolaj Czudakow (23.01.1944 – 24.02.1944)[6]
- gen. mjr Jerofiej Dobrowolski[3] (28.05.1944 – 09.05.1945)

Szefowie sztabu:
- płk Iwan Siemienow[5]

## Struktura organizacyjna
Skład w 1939 roku:
jednostki korpuśne oraz
- 2 Dywizja Piechoty[8]
- 25 Dywizja Piechoty[8]
- 100 Dywizja Piechoty

Skład 22 czerwca 1941 roku:
- 5 Dywizja Piechoty
- 33 Dywizja Piechoty
- 188 Dywizja Piechoty